# 오토라디오그래프

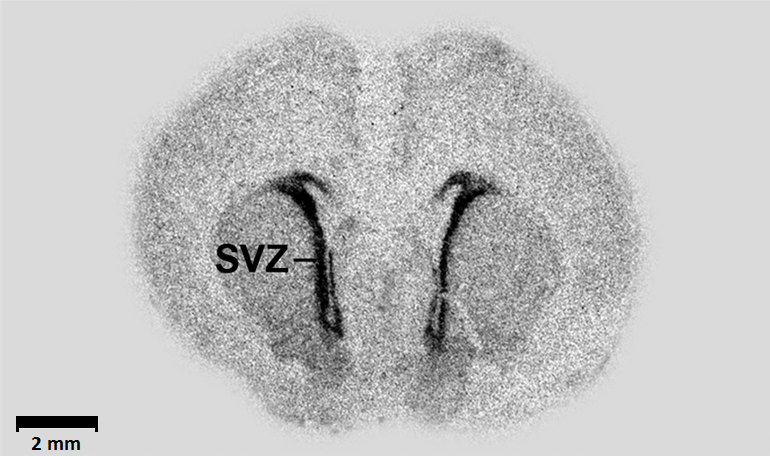
배아 쥐의 뇌 절편 관상면의 오토라디오그래프

오토라디오그래프(autoradiograph)는 라디오오토그래프(radioautograph) 또는 오토라디오그램이라고도 하며 방사성 물질에서 방출되는 베타선 입자나 감마선으로 사진을 만드는 기법이다.
생물학이나 의학에서는 방사성 물질이 특정 조직에 머무는 것을 확인하는 방법으로 사용된다. 방사성 추적자를 대사경로에 주입하거나, 수용체나 효소 또는 핵산에 결합하기도 한다. 방사성 동위원소로 표지된 조직 부위에 필름이나 건판을 대고 촬영한다. 그 외에는 항공기 부품에 작은 결함이 있는지 검사하는 목적에도 사용되는데 여기에는 극도로 미세한 균열을 투과할 수 있는 크립톤-85를 사용한다. 방사선 처리를 거친 보석을 판별하는 목적에도 사용되기도 한다.